# Diecezja Serrinha
Diecezja Serrinha (łac. Dioecesis Serrignensis; port. Diocese de Serrinha) – jedna z 214 diecezji obrządku łacińskiego w Kościele katolickim w Brazylii, w stanie Bahia, ze stolicą w Serrinha. Ustanowiona diecezją 21 września 2005 konstytucją apostolską Serrignensis przez Benedykta XVI. Biskupstwo jest sufraganią archidiecezji Feira de Santana oraz należy do regionu kościelnego Norte 3.

## Biskupi
- 2005–2021: bp Ottorino Assolari CSF
- od 2021: bp Hélio Pereira dos Santos